# Neoblattella guanayara
Neoblattella guanayara es una especie de cucaracha del género Neoblattella, familia Ectobiidae.

## Distribución
Esta especie se encuentra en Cuba.